# Wola Grzymkowa
Wola Grzymkowa – wieś w Polsce położona w województwie łódzkim, w powiecie zgierskim, w gminie Aleksandrów Łódzki.
W latach 1975–1998 miejscowość administracyjnie należała do ówczesnego województwa łódzkiego.

## Dworek szlachecki
W Woli Grzymkowej zachował się jeden z czterech dworków szlacheckich na terenie gminy Aleksandrów Łódzki (inne w sąsiednim Bełdowie oraz Zgniłym Błocie i Nakielnicy). Został on zbudowany najprawdopodobniej w I połowie XIX wieku. Dwór położony jest na południowo-zachodnim krańcu wsi, przy drodze do sąsiedniej osady Grunwald. Obiekt zbudowany z cegły na planie litery „T” i otynkowany. W całości jest podpiwniczony. Główny, parterowy korpus budynku zakończony z obu stron prostopadłymi, piętrowymi skrzydłami. Pomieszczenia reprezentacyjne znajdowały się na parterze (salon, jadalnia), w piwnicach – pomieszczenia gospodarcze (kuchnia, pralnia, wędzarnia, spiżarnia...). W prawym skrzydle budynku znajduje się przylegająca do niego wieża widokowa o trzech kondygnacjach. Do wejścia głównego prowadzi trójkolumnowy portyk. Wszystkie dachy z wyjątkiem wieży mają kształt dwuspadowy o niewielkim nachyleniu. Dwór otaczał park z dwoma stawami, w którym rosły wierzby płaczące, kasztanowce, świerki, brzozy. Przed wejściem głównym znajdował się częściowo zachowany potężny głaz, który pełnił funkcje zegara słonecznego.
Od 2010, po pożarze, coraz bardziej niszczał. W marcu 2022 doszło do kolejnego pożaru.